# Dracoscirpoides
Dracoscirpoides é um género de plantas com flores pertencentes à família Cyperaceae.
A sua área de distribuição nativa é a África Austral.
Espécies:
- Dracoscirpoides falsa (C.B.Clarke) Muasya
- Dracoscirpoides ficinioides (Kunth) Muasya
- Dracoscirpoides surculosa Muasya, Reynders & Goetgh.